# Jan Fijt
Jan Fijt of Joannes Fyt (Antwerpen, 15 maart 1611 - aldaar, 11 september 1661) was een Zuid Nederlands kunstschilder uit de Antwerpse School en een leerling van Frans Snyders.
Jan Fijt was in zijn tijd een bekend landschaps- en dierenschilder. In het schilderij Portret van een jongetje schilderde Erasmus Quellinus II het jongetje en vroeg men Jan Fijt om het landschap (de stad Antwerpen) en de twee jachthonden te schilderen. Ook Jacob Jordaens deed een beroep op Fijt om zijn werken te voorzien van dieren.

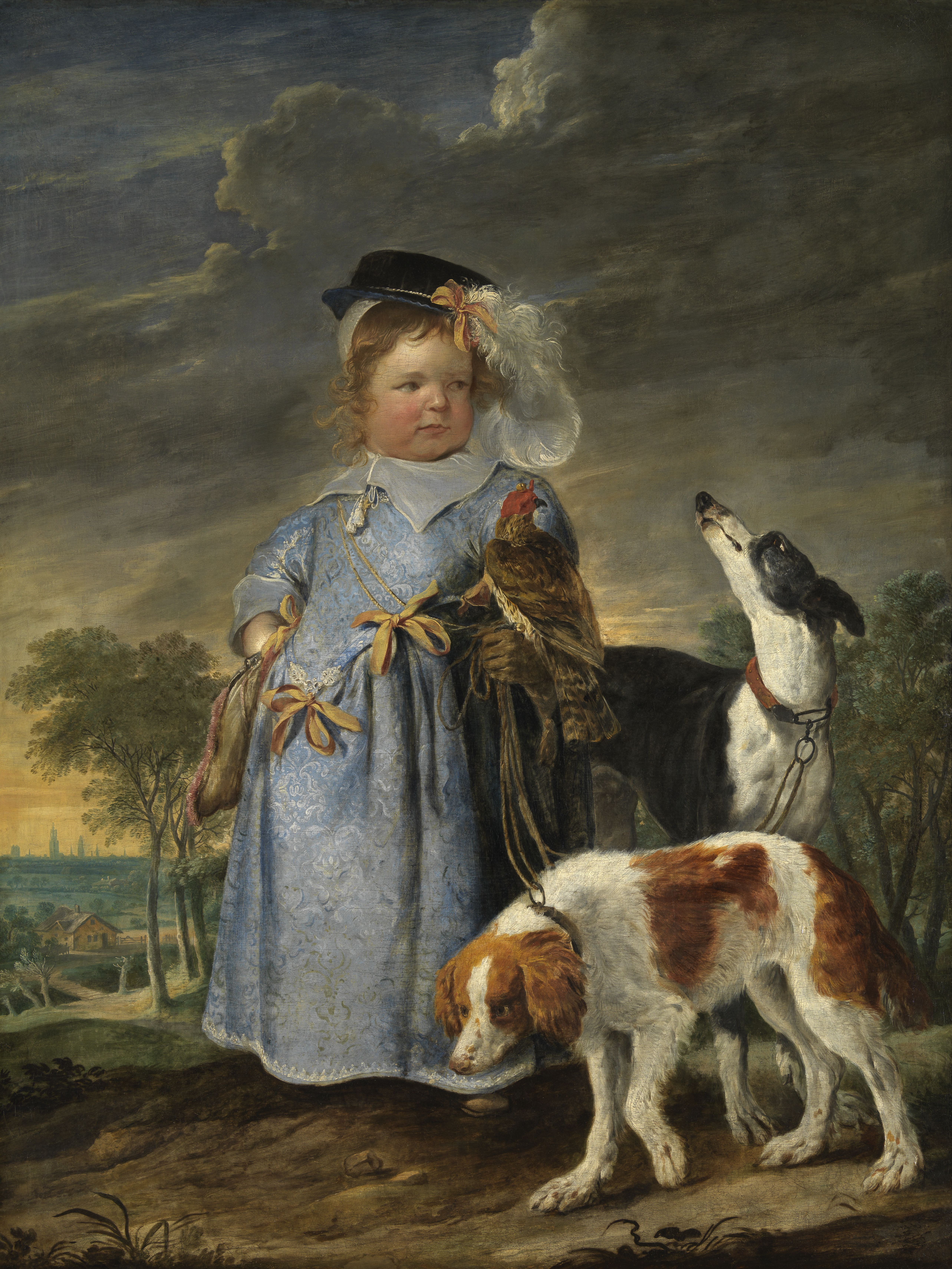
Portret van een jongetje in het Koninklijk Museum voor Schone Kunsten (Antwerpen)
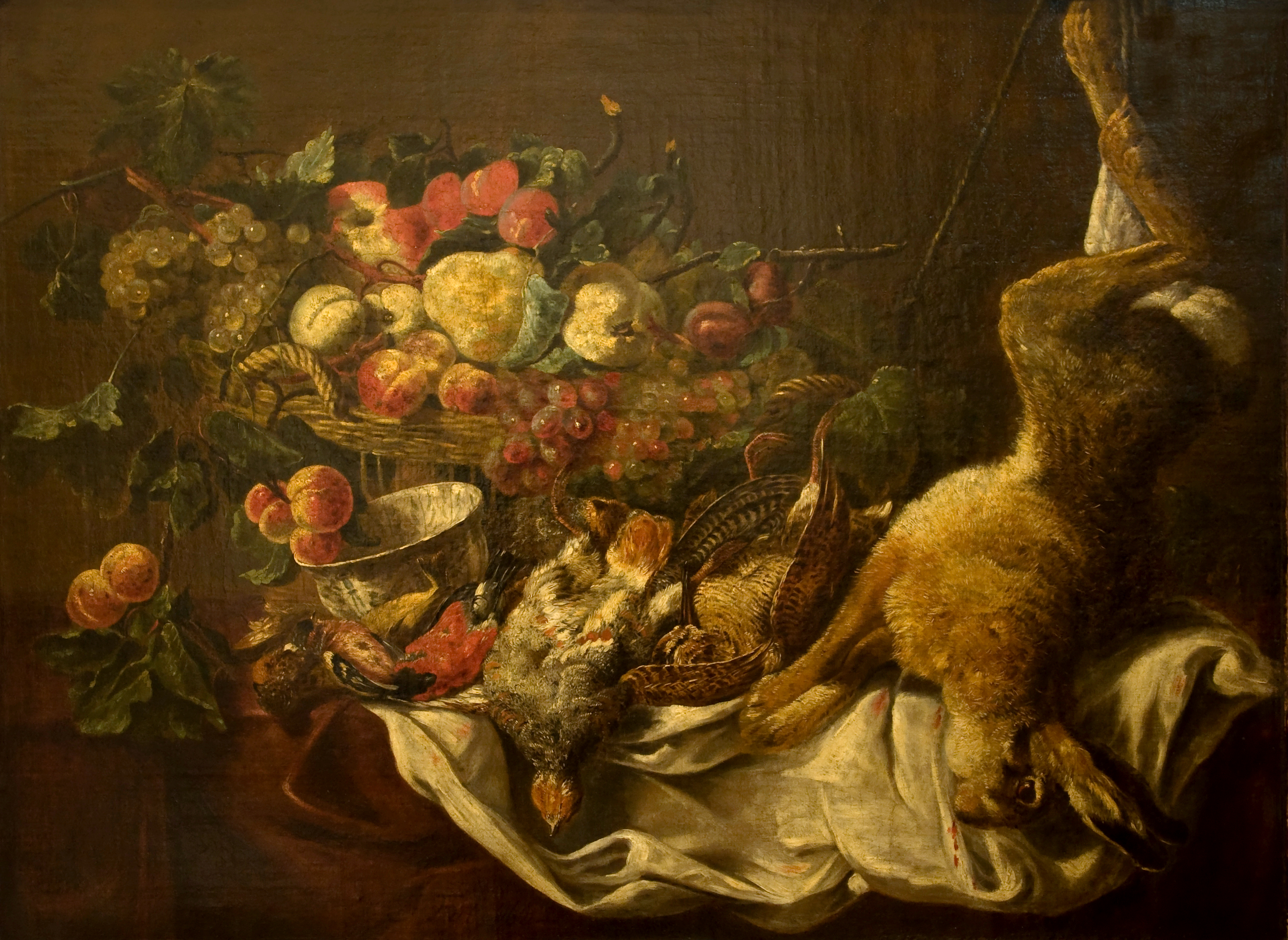
Stilleven in het Museu Nacional de Arte Antiga te Lissabon

- Biblioteca Nacional de España: XX1632288
- Bibliothèque nationale de France: cb14959719t (data)
- Biografisch Portaal: 07314627
- Gemeinsame Normdatei: 118694383
- International Standard Name Identifier: 0000 0000 6660 9696
- KulturNav: d63d07b8-e919-4227-8c43-4ee90173a5ca
- MusicBrainz: 9558c58a-b283-4b32-906d-9cb830495e5b
- Nederlandse Thesaurus van Auteursnamen: 305538225
- RKD-Nederlands Instituut voor Kunstgeschiedenis: 29840
- SNAC: w6k76qw4
- Union List of Artist Names: 500115452
- Virtual International Authority File: 22410948
- WorldCat: E39PBJjRXVKXWQv3CRYwK4Dg8C